# Oscar E. Monnig
Oscar E. Monnig (4. září 1902 – 4. května 1999) byl americký amatérský astronom, známý především pro své příspěvky ke studiu meteoritů. Založil rozsáhlou meteoritickou sbírku, kterou později daroval Texaské křesťanské univerzitě.

## Život
Oscar Monnig se narodil 4. září 1902 v texaském městě Fort Worth ve Spojených státech. Roku 1925 ukončil studium práv na Texaské univerzitě v Austinu, kde získal titul LLB (Bachelor of Laws). Pracoval v rodinném podniku se střižním zbožím a od roku 1974 až do jeho prodeje v roce 1981 stál v jeho čele jako prezident.
Roku 1941 se oženil s Juanitou Mickleovou, která zemřela v roce 1996. Neměli žádné děti. Monnig zemřel ve svém rodném městě 4. května 1999.

## Astronomie
Monnigův zájem o astronomii se začal rozvíjet ve 20. letech 20. století. Založil astronomický klub Texas Observers a v letech 1931 až 1947 vydával měsíčník Texas Observers Bulletin, který se specializoval na hlavní objekty zájmu amatérských astronomů jako proměnné hvězdy, meteory, komety a planety.
Koncem 20. let se Monnig začal zabývat meteority a možnostmi, jak s jejich pomocí získat informace o původu sluneční soustavy. Roku 1933 se stal jedním ze zakládajících členů Společnosti pro výzkum meteoritů (později přejmenované na Meteoritickou společnost).

### Meteoritická sbírka
Začátkem 30. let začal Monnig meteority též sbírat, ovšem své sběratelské úsilí zvýšil zejména poté, co v srpnu roku 1932 neuspěl se svou žádostí o přístup k meteoritickým sbírkám ve Field Museum of Natural History v Chicagu a v American Museum of Natural History v New Yorku. Ve snaze získat další exponáty vyslýchal lidi, kteří spatřili bolid nebo výbuch meteoroidu, a následně pořádal a financoval pátrací expedice. Platil 1 dolar za každou libru váhy, což byla cena, které žádné muzeum v době Velké hospodářské krize nemohlo konkurovat. Sbírka se postupně stala jednou z největších soukromých sbírek meteoritů na světě. Obsahovala okolo 3000 exemplářů pocházejících asi ze 400 různých meteoritů. Pravděpodobně nejvzácnějšími z nich byly dva uhlíkaté chondrity, z nichž jeden byl nalezen roku 1936 u města Crescent v Oklahomě a druhý roku 1961 u města Bells v Texasu.
Později se Monnig rozhodl darovat svou sbírku Texaské křesťanské univerzitě ve Fort Worth, a tento svůj záměr nakonec realizoval sérií transferů v letech 1976 až 1986. V současné době sbírka obsahuje více než 1450 různých meteoritů. Roku 2003, čtyři roky po Monnigově smrti, byla otevřena Oscar E. Monnig Meteorite Gallery, v níž bylo pro veřejnost zpřístupněno asi 10 procent meteoritů této sbírky.

### Uznání
Roku 1984 se Monnig stal prvním laureátem, kterému Jihozápadní region americké Astronomické ligy udělil ocenění Texas Lone Stargazer's Award, a to za jeho služby amatérským astronomům. Roku 1990 obdržel od Pacifické astronomické společnosti ocenění Amateur Achievement Award za příspěvky ke studiu meteoritů. Na jeho počest byla též pojmenována planetka hlavního pásu, objevená roku 1981 americkým astronomem Scheltem Busem, která nyní nese název (2780) Monnig.